# Лапажерія
Лапажерія (Lapageria rosea), чилійські дзвоники або копіуе (ісп. copihue) — вид з монотипового роду рослин родини філезієвих (Philesiaceae), ліана з великими красивими квітками. Ця рослина є ендеміком південної частини Чилі, де складає частину флори вальдивійського лісу. Лапажерія є національною квіткою Чилі.

## Історія
Рослина вперше була зібрана в околицях чилійського міста Консепсьйон та описана в 1802 році. Свою наукову назву лапажерія отримала на честь дружини Наполеона Бонапарта — французької імператриці Жозефіни, народженої Марі Розі Жозефа Таше де ла Пажері (фр. Marie Rose Joseph Tascher de La Pagerie, 1763—1814), що захоплювалася ботанікою і садівництвом.
До Європи лапажерія вперше була привезена в 1854 році англійським садівником Лоббом.

## Опис
Лапажерія — багаторічна ліана з південних районів Чилі. В природі росте у вологих помірних вальдивійських лісах на низьких висотах між 35° і 40° південної широти. У природних умовах лапажерія вимагає дуже частих дощів та виносить пониження температури до мінус п'яти градусів.
Стебла вистають в довжину до 10 м (зазвичай — 2—3 м), схожі на дріт, мають сизувато-зелене забарвлення, сильно гілкуються, обплітають дерева і чагарники. При поляганні на вологий ґрунт на стеблах утворюються коріння.
Квітки пазушні, одіночні, завдовжки 8—10 см. Шестичленні, з вільними сегментами (пелюстками), розташованими в два круги; щільність сегментів дуже висока, тому здається, ніби вони зроблені з воску. Забарвлення сегментів — від яскраво-малинового до рожевого (є також сорт з білими квітками), також вони покриті тонкою світлою «сіточкою». Обпилюють квітки лапажерії колібрі, які збирають нектар, що виділяється ямчатимі нектарниками в основі сегментів квітки. Пилкові зерна безапертурні (без пір), покриті крупними шпильками.
Плоди — соковиті ароматні ягоди зеленуватого кольору; їстівні, приємні на смак, особливо в недостиглому вигляді (при повному дозріванні стають досить жорсткими); у Південній Америці їх продають під назвою «чилійські огірки» за вигляд, що нагадує корнішони, хоча смак скоріше нагадує шерімою.
Насіння розноситься птахами.

## Лапажерія як культурна рослина
Лапажерія вирощується як декоративна рослина заради великих яскравих дзвоникоподібних квіток.
Для рослини потрібний добре дренований кислий ґрунт, багатий листяним перегноєм і мінеральними речовинами, з додаванням глини. Вологість повинна бути підвищена. Оскільки рослина походить з густих лісів, їй потрібне затінювання (але не повне).
Клімат повинен бути без різких перепадів температури. В умовах помірного клімату рослину вирощують в оранжереях. Лапажерія підходить для вирощування в крупних горщиках (контейнерах).
Розмножують лапажерію звичайно насінням: їх замочують на декілька днів, потім садять в миску з кислим ґрунтом і ставлять в холодильник на одін-два місяця, після чого переносять в приміщення з температурою близько двадцяти градусів. Насіння проростає протягом одного-полутора місяців, але перші два роки рослини ростуть дуже поволі. Перші квітки з'являються на третій-четвертий рік. Можливо також розмноження черенками.
Один з найвідоміших сортів — Superba з рожево-червоними квітками інтенсивного забарвлення. Відомий також міжродовий гібрид філезії і лапажерії — філажерія Віча (×Philageria veitchii Mast.), — отриманий в Англії в 1872 році в садівництві Віча. Це вічнозелений чагарник з в'юнкими гілками і рожевими квітками.

## Галерея

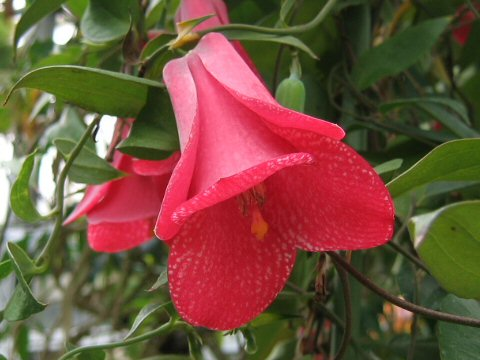
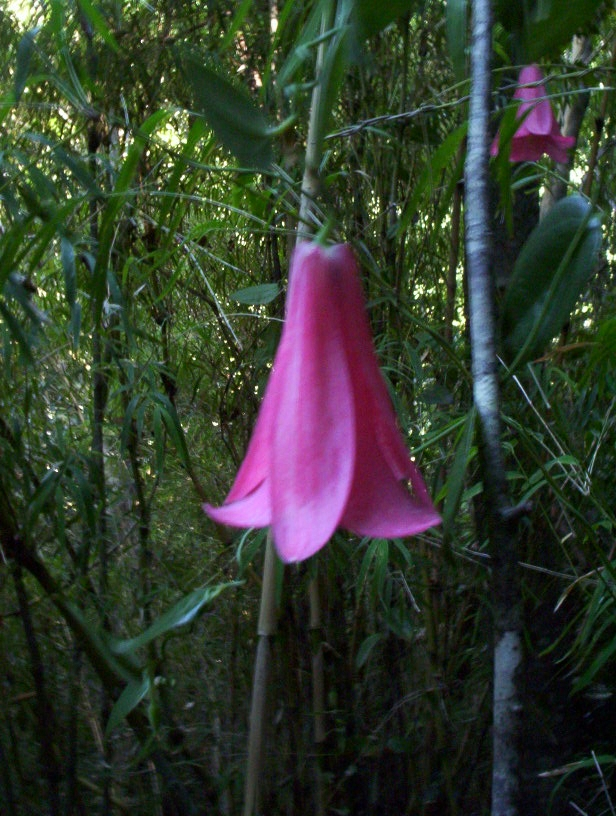
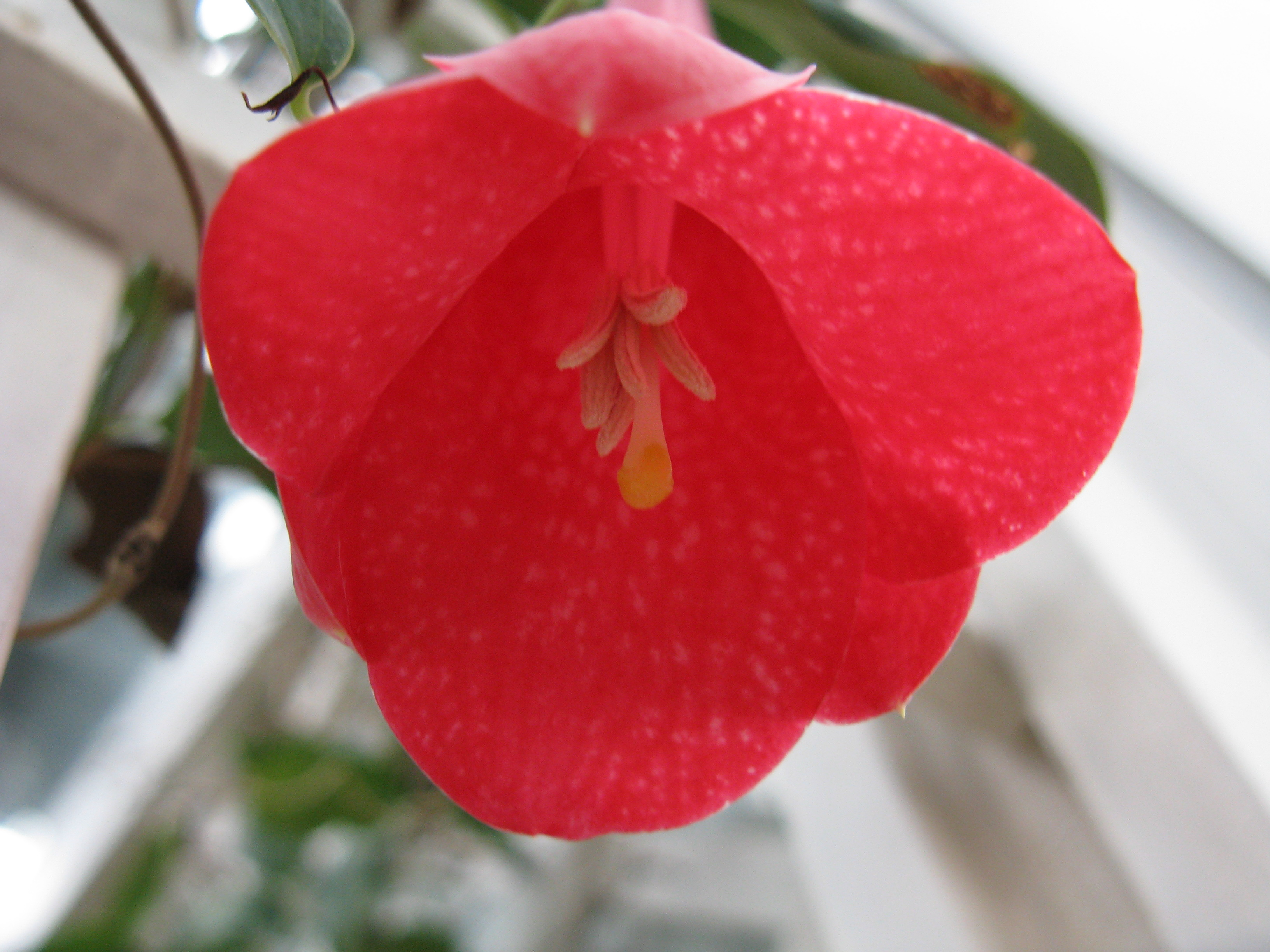

### Ресурси Інтернету
- Lapageria rosea: інформація на сайті GRIN
- Головкин Б. (2008). Что в имени тебе моем?. Наука и жизнь (3). Архів оригіналу за 3 серпня 2008. Процитовано 10 серпня 2008.
- Lapageria rosea на сайті Chilebosque
- Lapageria rosea [Архівовано 21 листопада 2008 у Wayback Machine.] на сайті Chileflora.com
- [Архівовано 13 листопада 2011 у Wayback Machine.] Фотографії лапажерії з Ботанічного саду м. Крайстчерч, Нова Зеландія

| Гібіскус | Це незавершена стаття про квіткові рослини. Ви можете допомогти проєкту, виправивши або дописавши її. |